# Anny Piscaer
Anna Petronella Henrica Maria (Anny) Piscaer (Oud en Nieuw Gastel, 8 augustus 1902- Bergen op Zoom, 7 oktober 1988) was een Nederlands pianiste en musicologe.
Ze was dochter van chef-machinist Petrus Johannes Piscaer uit Den Helder en de Belgische Marie Françoise Elisabeth Henriette Paternostre. Zelf bleef ze ongehuwd. Ze woonde langere tijd bij haar moeder, nadat een jeugdliefde op niets was uitgelopen. Ze kreeg na de dood van haar moeder (1942) en de Tweede Wereldoorlog verplicht inwoners.
Het gezin verhuisde in 1912 naar Bergen op Zoom. Ze kreeg huisonderwijs en vervolgens aan twee pensionaten in Etten en Roosendaal, waar ze in 1928 eindexamen deed. Het gezin was bekend in Rooms-Katholieke kringen, hetgeen haar vooruit bracht, maar ook remde. In die tijd was het hoogste Rooms-Katholieke onderwijs voor meisjes/vrouwen de MULO (openbaar onderwijs was niet toegestaan). Verder leren deed ze aan een meisjespensionaat in Venray, het zag er naar uit dat het ene kantoorbaan werd met diploma’s moderne talen, stenografie en boekhouden.
Ze mocht les nemen aan het muziekcollege in Antwerpen als ook aan de muziekschool in Bergen op Zoom. Al tijdens haar muziekopleiding startte ze een eigen lespraktijk (1923), ze leidde op tot staatsexamens. Zelf haalde ze examens pianodocent in lager onderwijs en muziektheorie middelbaar onderwijs. Grote invloed daarbij had musicoloog en priester Albert Smijers aan de Katholieke Leergangen in Tilburg, die haar tevens privéles gaf. Nu ze de diploma’s had kon ze vanaf 1927 gaan lesgeven aan datzelfde instituut. Tegelijkertijd studeerde ze aan de Universiteit van Brussel bij Charles Van den Borren (1929-1932). Daarna hervatte zij de studies bij Smijsters, die intussen professor was aan de Rijksuniversiteit Utrecht (1932-1936).
Haar bevindingen legde ze vast in het educatieve Vragenboekje uit 1930, dat een lesmethode bevatte voor onderwijs in muziekgeschiedenis. Het boekje zou jarenlang beruikt worden in het muziekonderwijs. Ze publiceerde tevens in vakbladen waaronder Nieuwe Eeuw en Tijdschrift der Vereeniging voor Nederlandsche Muziekgeschiedenis. Een ander bekend werk was hij studie naar het leven van Jacob Obrecht, waarbij ze aannemelijk maakte dat hij in 1450 te Bergen op Zoom ter wereld kwam. Dit werd aangevuld met lezingen, pianorecitals, radiowerk en combinatie daarvan. Collega in die tijd was bijvoorbeeld de zangeres Jo Immink.
Ook op bestuurlijk vlak was ze werkzaam. Ze zat in het hoofdbestuur van de Roomsch Katholieke Vereeniging voor Toonkunstenaars (RKVT), waar ze werkte met musici als Willem Andriessen, Jos van Amelsfoort, Eduard Reeser en Dirk Jacobus Balfoort. Die laatste, conservator muziekgeschiedenis van het Gemeentemuseum Den Haag, wilde haar aanstellen als zijn assistente, maar het museum wilde een man. Het RKVT ging in de Tweede Wereldoorlog ter ziele (weigerde zich aan te sluiten bij de Cultuurkamer). Piscaer ging verder met lesgeven. In diezelfde tijd promootte ze muziekles als onderdeel van het middelbaar onderwijs, ook via het RKVT dat heropgericht werd. Ze onderhield haar eigen peil met studiereizen naar het buitenland. In 1947 werd ze de eerste muziekdocente van Noord-Brabant, waarbij ze les gaf aan lycea in Breda en Tilburg. Toen ze opgenomen wilde worden in het register van Nederlandse toonkunstenaars, bleek dat haar diploma’s niet erkend werden, maar uiteindelijk kon ze in 1951 opgenomen worden in het register. Doordat ze met lesgeven in haar eigen levensonderhoud moest voorzien, bleef haar bekendheid beperkt tot Noord-Brabant.
In al die jaren bleef ze publiceren, bijvoorbeeld het naslagwerk Muzikale Ommegang in 1948, artikelen voor De katholieke encyclopedie en tijdschrift Mens en Melodie. In 1957 nam ze afscheid van het Conservatorium van Tilburg, in 1968 gevolgd door een afscheid van de lycea. Wel bleef ze tot op hoge leeftijd privéles geven.
Ze overleed op 86-jarige leeftijd en werd begraven op de Rooms-katholieke Begraafplaats Bergen op Zoom. In 2019 vervielen de grafrechten. Haar archief werd onderdeel van het Haags Gemeentearchief.